# Campeonato de Futebol Feminino Sub-17 da OFC de 2016
O Campeonato de Futebol Feminino Sub-17 da OFC de 2016 foi a 3ª edição deste torneio bienal organizado pela Confederação de Futebol da Oceania (OFC). Disputada por jogadoras com até 17 anos, a competição foi realizada na cidade de Matavera, Ilhas Cook entre 13 e 23 de janeiro. O torneio, que retornou após a edição anterior (em 2014) ter sido cancelada, foi originalmente programado para ser realizado entre 13 e 28 de setembro de 2015.
Igual às edições anteriores, o torneio serviu como eliminatória da OFC para a Copa do Mundo Sub-17. O vencedor do torneio qualificou-se para a edição da Jordânia. A Nova Zelândia foi coroada campeã pela terceira vez consecutiva em 24 de janeiro de 2016, selando sua classificação para a Copa do Mundo.

## Participantes
Um total de nove seleções participaram do torneio, que estão listadas abaixo:
| Equipes participantes | Equipes participantes | Equipes participantes | Equipes participantes | Equipes participantes |
| --------------------- | --------------------- | --------------------- | --------------------- | --------------------- |
| Ilhas Salomão         | Ilhas Cook            | Fiji                  | Nova Caledônia        | Nova Zelândia         |
| Papua-Nova Guiné      | Samoa                 | Tonga                 | Vanuatu               |                       |

## Sedes
O torneio foi realizado na cidade de Matavera, Ilhas Cook. Os jogos ocorreram nos estádios Acadêmicos de CIFA e no Takitumu School.

## Primeira fase
O sorteio para a fase de grupos foi realizado em 19 de outubro de 2015, na sede da OFC em Auckland, Nova Zelândia. As nove equipes foram divididas em um grupo de cinco equipes e um grupo de quatro equipes com confrontos dentro do grupo. As duas melhores equipes de cada grupo avançam para as semifinais.
Após a retirada da seleção de Ilhas Salomão, os jogos do Grupo A foram remarcados em 3 de novembro de 2015, na sede do OFC. Como resultado, o torneio também começa quatro dias depois da data original de 9 de janeiro de 2016.

### Grupo A
| Seleções       | Pts. | J | V | E | D | GM | GC | SG  |
| -------------- | ---- | - | - | - | - | -- | -- | --- |
| Nova Zelândia  | 9    | 3 | 3 | 0 | 0 | 36 | 0  | +36 |
| Nova Caledônia | 6    | 3 | 2 | 0 | 1 | 10 | 12 | −2  |
| Tonga          | 3    | 3 | 1 | 0 | 2 | 4  | 19 | −15 |
| Samoa          | 0    | 3 | 0 | 0 | 3 | 1  | 20 | −19 |

### Grupo B
| Seleções         | Pts. | J | V | E | D | GM | GC | SG |
| ---------------- | ---- | - | - | - | - | -- | -- | -- |
| Papua-Nova Guiné | 7    | 3 | 2 | 1 | 0 | 11 | 4  | +7 |
| Fiji             | 4    | 3 | 1 | 1 | 1 | 7  | 5  | +2 |
| Ilhas Cook       | 3    | 3 | 1 | 0 | 2 | 6  | 6  | 0  |
| Vanuatu          | 3    | 3 | 1 | 0 | 2 | 5  | 14 | −9 |

## Fase final
|  | Semifinal        | Semifinal        |                |   | Final | Final |
|  |                  |                  |                |   |       |       |
|  | 21 de janeiro    |                  |                |   |       |       |
|  |                  |                  |                |   |       |       |
|  | Nova Zelândia    | 11               |                |   |       |       |
|  | Nova Zelândia    | 11               | 23 de janeiro  |   |       |       |
|  | Fiji             | 0                |                |   |       |       |
|  | Fiji             | 0                | Nova Zelândia  | 8 |       |       |
|  | 21 de janeiro    |                  | Nova Zelândia  | 8 |       |       |
|  |                  | Papua-Nova Guiné | 0              |   |       |       |
|  | Papua-Nova Guiné | Papua-Nova Guiné | 0              | 2 |       |       |
|  | Papua-Nova Guiné |                  |                | 2 |       |       |
|  | Nova Caledônia   | 1                |                |   |       |       |
|  | Nova Caledônia   | 1                | Terceiro lugar |   |       |       |
|  |                  |                  |                |   |       |       |
|  | 23 de janeiro    |                  |                |   |       |       |
|  |                  |                  |                |   |       |       |
|  | Fiji             | 3                |                |   |       |       |
|  | Fiji             | 3                |                |   |       |       |
|  | Nova Caledônia   | 2                |                |   |       |       |

## Premiação
| Campeonato de Futebol Feminino Sub-17 da OFC de 2016 |
| Nova Zelândia                                        |
| ---------------------------------------------------- |
| Nova Zelândia Campeã (3.º título)                    |

### Individuais
Os seguintes prêmios foram entregues no final do torneio.
| Prêmio           | Jogadora            |
| ---------------- | ------------------- |
| Bola de ouro     | Michaela Foster     |
| Chuteira de ouro | Hannah Blake        |
| Luvas de ouro    | Francine Lockington |
| Fair Play        | Ilhas Cook          |